# Ciclism la Jocurile Olimpice de vară din 2020 - Madison feminin
Cursa ciclistă de madison feminin de la Jocurile Olimpice de vară din 2020 a avut loc pe 6 august 2021 pe Izu Velodrome,Tokyo.
Au participat 30 de cicliste (15 echipe de câte două) din 15 țări.

## Program
Orele sunt ora Japoniei (UTC+9) 
| Data                  | Timp  | Etapă  |
| --------------------- | ----- | ------ |
| Vineri, 6 august 2021 | 17:15 | Finala |

## Rezultate
| Loc | Ciclistă                              | Țară                       | Sprint | Sprint | Sprint | Sprint | Sprint | Sprint | Sprint | Sprint | Sprint | Sprint | Sprint | Sprint | Ture | Ture | Ordinea sosirii | Total |
| Loc | Ciclistă                              | Țară                       | 1      | 2      | 3      | 4      | 5      | 6      | 7      | 8      | 9      | 10     | 11     | 12     | +    | −    | Ordinea sosirii | Total |
| --- | ------------------------------------- | -------------------------- | ------ | ------ | ------ | ------ | ------ | ------ | ------ | ------ | ------ | ------ | ------ | ------ | ---- | ---- | --------------- | ----- |
| 1   | Katie Archibald Laura Kenny           | Marea Britanie             | 5      | 5      | 5      | 2      | 5      | 5      | 5      | 5      | 5      | 5      | 1      | 10     | 20   |      | 1               | 78    |
| 2   | Amalie Dideriksen Julie Leth          | Danemarca                  |        |        | 2      |        | 2      | 1      |        | 1      | 3      | 3      | 3      |        | 20   |      | 9               | 35    |
| 3   | Gulnaz Khatuntseva Maria Novolodskaya | COR                        |        |        |        |        |        | 3      |        |        | 1      | 2      |        |        | 20   |      | 6               | 26    |
| 4   | Amy Pieters Kirsten Wild              | Olanda                     | 3      | 3      | 3      | 3      |        |        | 3      |        |        |        | 2      | 4      |      |      | 3               | 21    |
| 5   | Clara Copponi Marie Le Net            | Franța                     | 2      |        |        |        | 3      | 2      |        | 3      | 2      |        | 5      | 2      |      |      | 4               | 19    |
| 6   | Daria Pikulik Wiktoria Pikulik        | Polonia                    |        | 1      |        |        |        |        | 1      |        |        | 1      |        | 6      |      |      | 2               | 9     |
| 7   | Georgia Baker Annette Edmondson       | Australia                  |        | 2      |        | 5      |        |        |        | 2      |        |        |        |        |      |      | 7               | 9     |
| 8   | Elisa Balsamo Letizia Paternoster     | Italia                     | 1      |        |        | 1      |        |        |        |        |        |        |        |        |      |      | 8               | 2     |
| 9   | Megan Jastrab Jennifer Valente        | Statele Unite ale Americii |        |        | 1      |        |        |        |        |        |        |        |        |        |      |      | 5               | 1     |
| 10  | Lotte Kopecky Jolien D'hoore          | Belgia                     |        |        |        |        |        |        | 2      |        |        |        |        |        |      | 20   | 11              | –18   |
| 11  | Jessie Hodges Rushlee Buchanan        | Noua Zeelandă              |        |        |        |        | 1      |        |        |        |        |        |        |        |      | 40   | 10              | –39   |
| 12  | Franziska Brauße Lisa Klein           | Germania                   |        |        |        |        |        |        |        |        |        |        |        |        |      | 40   | 12              | –40   |
| 13  | Emily Kay Shannon McCurley            | Irlanda                    |        |        |        |        |        |        |        |        |        |        |        |        |      | 40   | NT              | –     |
| 13  | Yumi Kajihara Kisato Nakamura         | Japonia                    |        |        |        |        |        |        |        |        |        |        |        |        |      | 40   | NT              | –     |
| 13  | Pang Yao Leung Bo Yee                 | Hong Kong                  |        |        |        |        |        |        |        |        |        |        |        |        |      | 40   | NT              | –     |